# Jacqueline Bracamontes
Jacqueline Bracamontes Van Hoorde (Guadalajara, 23. prosinca 1979.) je meksička glumica i manekenka.

## Filmografija

### Uloge u telenovelama
- "Magična privlačnost" kao Maria Jose Samaniego Miranda de Lombardo/Sandra Samaniego Miranda (2009.)
- "Glupače ne idu na nebo" kao Candida "Candy" Morales Alcalde (2008.)
- "Dovraga s ljepotanima" (Al diablo con los guapos) kao Candida "Candy" Morales Alcalde (2008.)
- "Ljubav i mržnja" kao Jacqueline Bracamontes (2006.)
- "Slomljeno srce" (Heridas de amor) kao Miranda San Llorente de Aragon (2006.)
- "Ružna ljepotica" kao Magaly Ruiz (2006.)
- "Rubi" kao Maribel de la Fuente (2004.)
- "Alegrijes y Rebujos" kao Angelica Rivas (2003. – 2004.)
- "Živjela djeca" (Vivan los niños) kao Zubić vila (2003.)
- "Partnerice u spašavanju" (Complices al rescate) kao Joselyn (2002.)
- "Između ljubavi i mržnje" kao Leonela (2002.)

### Uloge u filmovima
- "Cuando las cosas suceden" kao Sestra Lucia (2007.)

## Vanjske poveznice
- Jacqueline Bracamontes u internetskoj bazi filmova IMDb-u (engl.)